# Намжилын Норовбанзад
Намжилын Норовбанзад (монг. Намжилын Норовбанзад; 1931, Дэрэн, аймака Дундговь — 21 декабря 2002) — монгольская певица традиционных народных протяжных песен (уртын дуу). Народная артистка Монголии (1969). Герой Труда Монголии (1997).

## Биография
Родилась в семье кочевых скотоводов — номадов.
В 1957 за исполнение монгольских народных протяжных песен (уртын дуу) награждена Золотой медалью VI-го фестиваля молодёжи и студентов в Москве.
Впоследствии — певица Государственного ансамбля песни и танца МНР.
Пропагандировала традиционные монгольские песни и уртын дуу. Её песни были использованы музыкантами проекта «Enigma» наряду с мировыми хитами для композиций The Eyes of Truth (Глаза Истины) и Age of Loneliness (Век Одиночества).

## Награды
- 1957 — Золотая медаль VI-го фестиваля молодёжи и студентов в Москве.
- 1961 — Заслуженный артист Монголии
- 1969 — Народный артист Монголии
- 1984 — Государственная Премия Монголии
- 1993 — Азиатская премия культуры Фукуока
- 1997 — Герой Труда Монголии